# Virumhallerne
Virumhallerne er et idrætsanlæg beliggende i Virum, Lyngby-Taarbæk Kommune. Virumhallerne består i dag af to haller, den originale hal opført i 1968 og en træningshal opført i 1997. Den originale Virumhallen blev tegnet af arkitekterne Gunnar Jensen og Finn Monies.
Virumhallerne er hjemmebane for bl.a. Virum Basketball Klub, Virum-Sorgenfri Bordtennisklub, VSH 2002 og tidligere Virum-Sorgenfri Håndboldklub. Tilskuerkapaciteten i Hal 1 er 588 siddende tilskuere og ca. 100 stående.
Udover idrætsaktiviteter rummer Virumhallerne mødelokaler mv. og kan bruges til koncerter o.l.
Virumhallerne ligger ca. 200 meter fra nærmeste S-togsstation, Virum Station.